# Wiesław Jasiński (ur. 1937)
Wiesław Jasiński (ur. 11 lutego 1937 w Jeziornie) – polski urzędnik państwowy, w latach 1988–1989 podsekretarz stanu w Ministerstwie Pracy i Polityki Socjalnej.

## Życiorys
Syn Jana i Sabiny. W 1954 ukończył technikum budowlane Ministerstwa Budownictwa Przemysłowego w Warszawie. Został absolwentem Wydziału Ekonomiczno-Społecznego Szkoły Głównej Planowania i Statystyki (1969) z polityki społecznej na Uniwersytecie Warszawskim (1976). W latach 50. rozpoczął pracę w Zjednoczeniu Budownictwa Miejskiego Warszawa-Południe. Od 1964 zatrudniony jako radca w Zespole Zbiorczych Analiz Ekonomicznych Komitetu Pracy i Płac. Po utworzeniu w 1972 Ministerstwa Pracy, Płac i Spraw Socjalnych był w nim naczelnikiem wydziału i dyrektorem Departamentu Polityki Dochodowej. Od 20 stycznia 1988 do 22 września 1989 pełnił funkcję podsekretarza stanu w Ministerstwie Pracy i Polityki Socjalnej (jako bezpartyjny).